# Frans tenniskampioenschap 1925
De 30e editie van het Franse grandslamtoernooi, Franse tenniskampioenschappen 1925, werd gehouden van dinsdag 28 mei tot en met zaterdag 6 juni 1925. Voor de vrouwen was het de 24e editie. Het was de eerste editie die opengesteld was voor niet Fransen. Tegenwoordig staat het toernooi bekend als Roland Garros, vernoemd naar de toernooilocatie vanaf 1928. Het toernooi werd gespeeld bij de Stade Français in Parijs.

## Belangrijkste uitslagen
Mannenenkelspel

Finale: René Lacoste (Frankrijk) won van Jean Borotra (Frankrijk) met 7–5, 6–1, 6–4
Vrouwenenkelspel

Finale: Suzanne Lenglen (Frankrijk) won van Kitty McKane (VK) met 6–1, 6–2
Mannendubbelspel

Finale: Jean Borotra (Frankrijk) en René Lacoste (Frankrijk) wonnen van Henri Cochet (Frankrijk) en Jacques Brugnon (Frankrijk) met 7–5, 4–6, 6–3, 2–6, 6–3
Vrouwendubbelspel

Finale: Suzanne Lenglen (Frankrijk) en Julie Vlasto (Frankrijk) wonnen van Evelyn Colyer (VK) en Kitty McKane (VK) met 6–1, 9–11, 6–2
Gemengd dubbelspel

Finale: Suzanne Lenglen (Frankrijk) en Jacques Brugnon (Frankrijk) wonnen van Julie Vlasto (Frankrijk) en Henri Cochet (Frankrijk) met 6–2, 6–2
Junioren

Jongensenkelspel werd voor het eerst in 1947 gespeeld.
Meisjesenkelspel werd voor het eerst in 1953 gespeeld.
Dubbelspel bij de junioren werd voor het eerst in 1981 gespeeld.
1891 · 1892 · 1893 · 1894 · 1895 · 1896 · 1897 · 1898 · 1899 · 1900 · 1901 · 1902 · 1903 · 1904 · 1905 · 1906 · 1907 · 1908 · 1909 · 1910 · 1911 · 1912 · 1913 · 1914 · 1915–1919 · 1920 · 1921 · 1922 · 1923 · 1924 · 1925 · 1926 · 1927 · 1928 · 1929 · 1930 · 1931 · 1932 · 1933 · 1934 · 1935 · 1936 · 1937 · 1938 · 1939 · 1940–1945 · 1946 · 1947 · 1948 · 1949 · 1950 · 1951 · 1952 · 1953 · 1954 · 1955 · 1956 · 1957 · 1958 · 1959 · 1960 · 1961 · 1962 · 1963 · 1964 · 1965 · 1966 · 1967
↓ open tijdperk ↓
1968 (m-v-md-vd-gd) · 1969 (m-v-md-vd-gd) · 1970 (m-v-md-vd-gd) · 1971 (m-v-md-vd-gd) · 1972 (m-v-md-vd-gd) · 1973 (m-v-md-vd-gd) · 1974 (m-v-md-vd-gd) · 1975 (m-v-md-vd-gd) · 1976 (m-v-md-vd-gd) · 1977 (m-v-md-vd-gd) · 1978 (m-v-md-vd-gd) · 1979 (m-v-md-vd-gd) · 1980 (m-v-md-vd-gd) · 1981 (m-v-md-vd-gd) · 1982 (m-v-md-vd-gd) · 1983 (m-v-md-vd-gd) · 1984 (m-v-md-vd-gd) · 1985 (m-v-md-vd-gd) · 1986 (m-v-md-vd-gd) · 1987 (m-v-md-vd-gd) · 1988 (m-v-md-vd-gd) · 1989 (m-v-md-vd-gd) · 1990 (m-v-md-vd-gd) · 1991 (m-v-md-vd-gd) · 1992 (m-v-md-vd-gd) · 1993 (m-v-md-vd-gd) · 1994 (m-v-md-vd-gd) · 1995 (m-v-md-vd-gd) · 1996 (m-v-md-vd-gd) · 1997 (m-v-md-vd-gd) · 1998 (m-v-md-vd-gd) · 1999 (m-v-md-vd-gd) · 2000 (m-v-md-vd-gd) · 2001 (m-v-md-vd-gd) · 2002 (m-v-md-vd-gd) · 2003 (m-v-md-vd-gd) · 2004 (m-v-md-vd-gd) · 2005 (m-v-md-vd-gd) · 2006 (m-v-md-vd-gd) · 2007 (m-v-md-vd-gd) · 2008 (m-v-md-vd-gd) · 2009 (m-v-md-vd-gd) · 2010 (m-v-md-vd-gd) · 2011 (m-v-md-vd-gd) · 2012 (m-v-md-vd-gd) · 2013 (m-v-md-vd-gd) · 2014 (m-v-md-vd-gd) · 2015 (m-v-md-vd-gd) · 2016 (m-v-md-vd-gd) · 2017 (m-v-md-vd-gd) · 2018 (m-v-md-vd-gd) · 2019 (m-v-md-vd-gd) · 2020 (m-v-md-vd) · 2021 (m-v-md-vd-gd) · 2022 (m-v-md-vd-gd) · 2023 (m-v-md-vd-gd) · 2024 (m-v-md-vd-gd)
Lijst van Roland Garroswinnaars